# 강상진 (축구 선수)
강상진(한국 한자: 姜相珍, 1970년 12월 3일 ~ )은 대한민국의 전 축구 선수이며, 포지션은 수비수였다.